# Alfred Biłyk
Alfred Michał Biłyk (ur. 25 września 1889 we Lwowie, zm. 19 września 1939 w Munkacs) – polski działacz niepodległościowy, prawnik, wojewoda tarnopolski i lwowski, adwokat, major piechoty Wojska Polskiego.

## Życiorys
Ojciec i matka pochowani na cmentarzu miejskim w Brzeżanach.
W 1907 zdał egzamin dojrzałości w C. K. Gimnazjum w Brzeżanach. Od 1908 wraz z nim działał w Związku Walki Czynnej. Wraz z Rydzem-Śmigłym zaprzyjaźnili się, działali w Związku Strzeleckim, w którym Biłyk był prezesem i komendantem w Brzeżanach. Byli słuchaczami Wyższego Kursu Oficerskiego, ukończonego w Struży.
W latach 1910–1911 odbył jednoroczną służbę wojskową w c. i k. Armii. Został mianowany podporucznikiem ze starszeństwem z 1 listopada 1914 w korpusie oficerów rezerwy piechoty. W 1916 jego oddziałem macierzystym był c. i k. 90 pułk piechoty.
Po wybuchu I wojny światowej został wcielony do armii austriackiej, a od końca 1914 służył w Legionach. Walczył na Podhalu w składzie I Brygady, został zastępcą szefa departamentu NKN w Piotrkowie, służył w 1 pułku piechoty, adiutantem dowódcy pułku Rydza-Śmigłego. Po kryzysie przysięgowym został sędzią śledczym w Łodzi. 5 marca 1915 został mianowany porucznikiem piechoty. W tym mieście u schyłku wojny w listopadzie 1918 działał w ramach rozbrajania okupantów.
Po odzyskaniu przez Polskę niepodległości w stopniu porucznika do 8 października 1921 był komendantem miasta Łodzi. Następnie zweryfikowany w stopniu majora piechoty ze starszeństwem z dniem 1 czerwca 1919. Został zwolniony ze służby wojskowej.
Studia prawnicze odbył na Uniwersytecie Jagiellońskim lub na Uniwersytecie Lwowskim. Aplikację sądową ukończył w Brzeżanach. W 1924 otworzył kancelarię adwokacką w Łodzi. Był członkiem Naczelnej Rady Adwokackiej. Przed wyborami parlamentarnymi do Sejmu RP w 1935 został mianowany komisarzem wyborczym w okręgu wyborczym nr. Praktykę adwokacką prowadził do 1936. Był m.in. obrońcą łódzkiego króla przestępców - Ślepego Maksa w procesie z 1930 roku.
Po śmierci Józefa Piłsudskiego i bezpośrednim zaangażowaniu się Edwarda Rydza-Śmigłego w politykę wewnętrzną, jako zaufany człowiek Śmigłego został 15 lipca 1936 powołany na wojewodę tarnopolskiego. Pozostawał nim do 16 kwietnia 1937, gdy został powołany na wojewodę lwowskiego.

### Kampania wrześniowa
12 września 1939, gdy pierwsze czołgi i wozy pancerne Wehrmachtu stanęły na rogatkach Lwowa, wygłosił na antenie Radia Lwów do mieszkańców miasta swoje słynne przemówienie.
15 września 1939 premier Felicjan Sławoj Składkowski wydał Biłykowi polecenie wyjazdu do Kut, gdzie znajdowało się miejsce postoju ewakuowanego rządu. Tam otrzymał polecenie wyjazdu do konsulatu polskiego w Munkaczu na Rusi Zakarpackiej, ówcześnie (od 15 marca 1939) należącej do Węgier. 17 września 1939, wobec agresji sowieckiej na Polskę rząd polski przekroczył granicę rumuńską, zaś Biłyk został odcięty na Węgrzech. Dwukrotnie podejmował próbę przedarcia się do Lwowa, do którego podchodziła już Armia Czerwona, a kiedy okazało się to niemożliwe, w pokoju nr 5 hotelu Csillag w Munkaczu sporządził w dniu 19 września 1939 list-testament i strzałem w głowę popełnił samobójstwo.
Jego syn, Leszek Biłyk, również brał udział w kampanii wrześniowej, walcząc jako podporucznik 14 Pułku Ułanów Jazłowieckich. Po wojnie wyjechał do Brazylii, gdzie był działaczem emigracyjnym. W Brazylii zamieszkała również jego córka, Barbara, po mężu Sadowska. Zmarła ona tam w 2021 r., w wieku 104 lat.

## Ordery i odznaczenia
- Krzyż Komandorski Orderu Odrodzenia Polski (1938)[20][21]
- Krzyż Niepodległości (18 października 1932)[22]
- Krzyż Oficerski Orderu Odrodzenia Polski (2 maja 1922)[23][24]
- Krzyż Walecznych
- Złoty Krzyż Zasługi (13 maja 1933)[25]
- Srebrny Krzyż Zasługi (10 lutego 1928)[26]
- Znak Oficerski „Parasol” (1911)
- Odznaka Pamiątkowa Dawnych Harcerzy Małopolskich (1937)[27]
- Krzyż Pamiątkowy Mobilizacji 1912–1913 (Austro-Węgry)

## Upamiętnienie współczesne
W Łodzi imieniem Alfreda Biłyka nazwano rondo u zbiegu al. Włókniarzy i ul. Zgierskiej.